# Hans Vultink

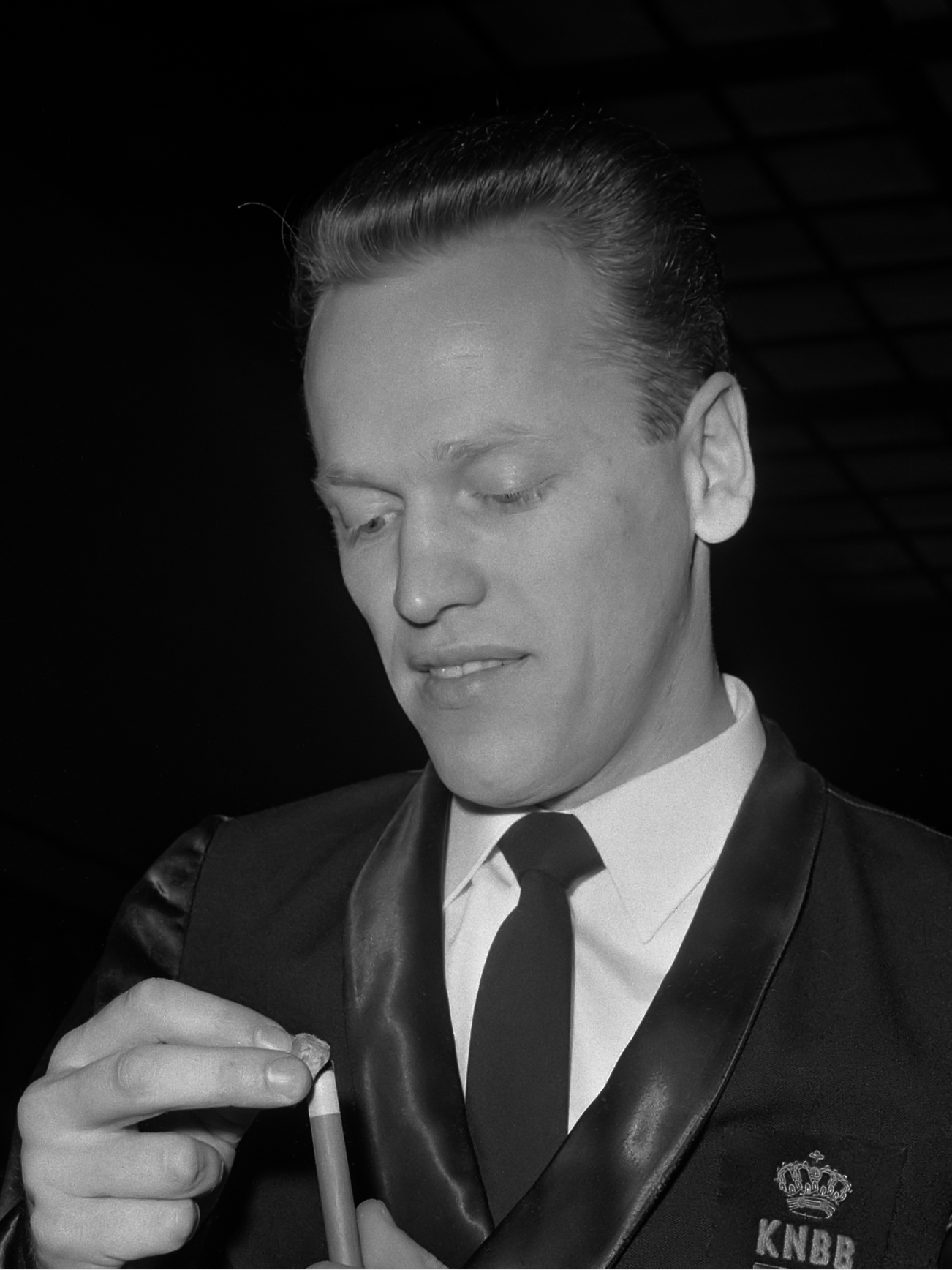
Hans Vultink (1966)

Hans Vultink (Aalten, 13 juni 1937) is een Nederlands biljarter. Hij is meervoudig wereldkampioen biljart.
Vultink werd in 1975 te Rotterdam wereldkampioen 'ankerkader 47/1', dankzij onder andere een wereldrecordserie van 300 caramboles. Ook in 1973 (Krefeld) en 1974 (Argentinië) pakte hij de wereldtitel. Totaal is hij drie keer wereldkampioen, zeven keer Europees kampioen en 52 keer Nederlands kampioen geworden. Zijn Nederlandse concurrenten in die tijd waren met name Piet van de Pol (Rotterdam, de toenmalige nestor van de Nederlandse biljartsport), Tiny Wijnen (Nijmegen), Henk Scholte (Eindhoven) en Henk de Kleine (Kampen). Zijn grootste Belgische concurrent was Ceulemans.
Hans Vultink is Ridder in de Orde van Oranje-Nassau.